# Кохинхин

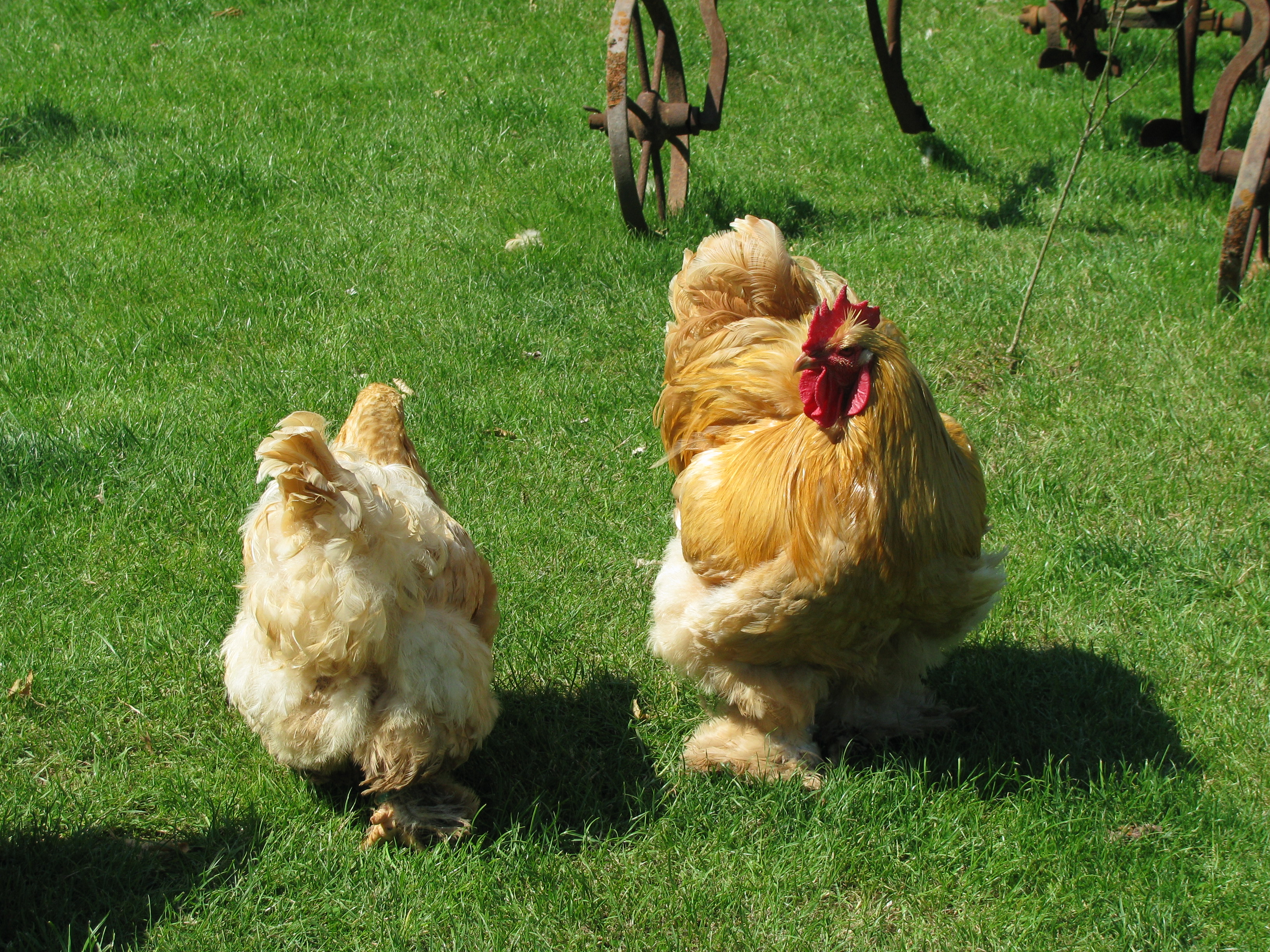
Кохинхин палевый

Кохинхин (фр. Cochinchine, вьет. Gà tam hoàng) — мясная порода кур родом из Вьетнама (регион Кохинхина в дельте Меконга). Из-за относительно низкой плодовитости в промышленном птицеводстве России, стран СНГ и Запада практически не используется, однако сохраняется для генофонда, а также разводится любителями как декоративная порода.

## История

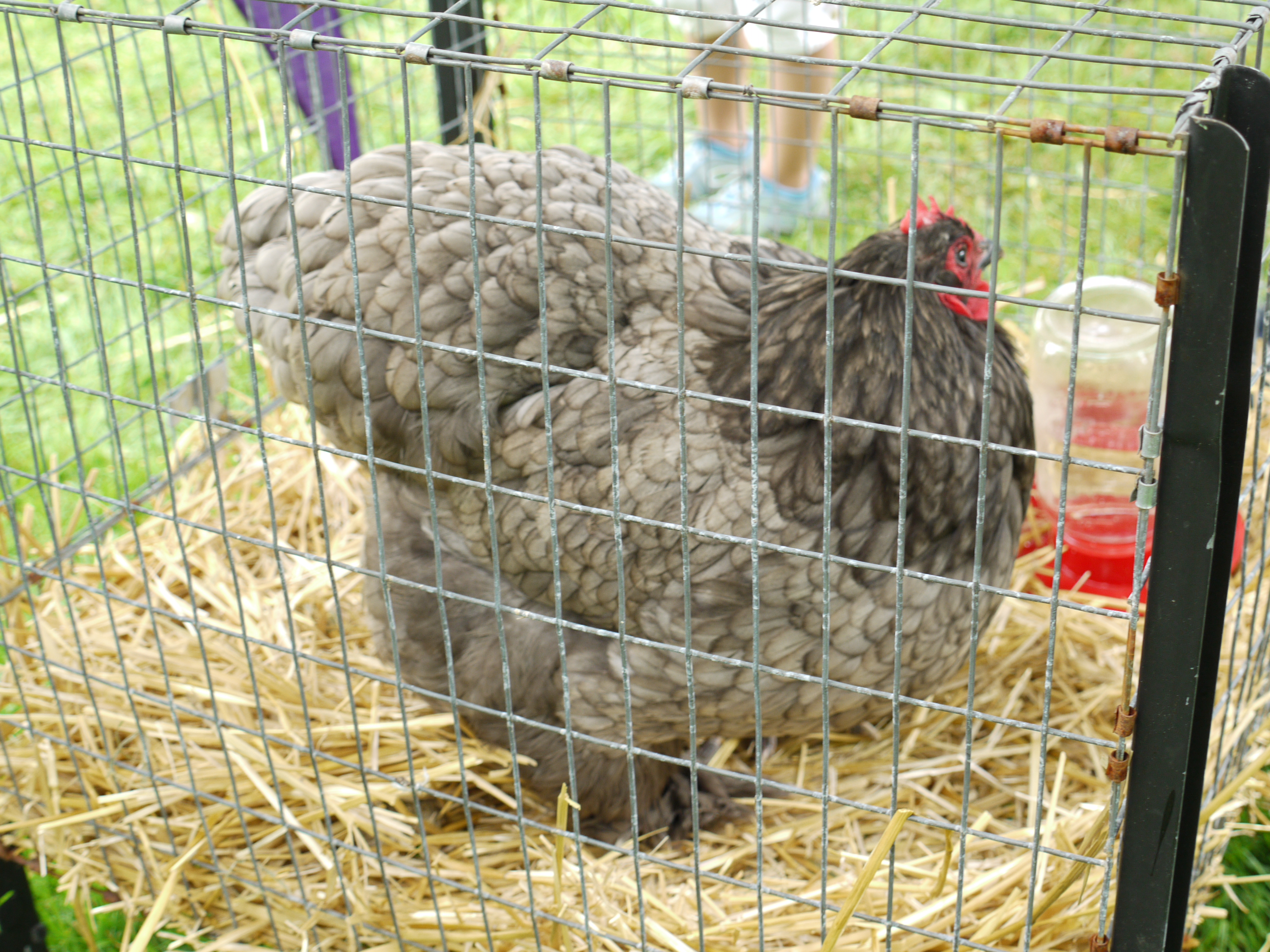
Кохинхин голубой (курица)

Впервые кохинхины были завезены в Европу французами в 1843 г., вызвав настоящую «кохинхиновую лихорадку».

## Конституция
Для породы характерны нежно-рыхлая конституция, маленькая голова, густо оперённое туловище и конечности, одетые в пышные «штаны». В отличие от схожей породы брама, гребень листовидный, одиночный. Оперение хвоста укорочено, заднюю часть тела птицы любители в дореволюционной России называли «кочень» (от слова «кочан»). Окраска оперения у взрослых птиц различна: палевая, чёрная, белая, куропатчатая и др. Так как порода выведена в условиях жарких влажных тропиков, молодняк теплолюбив и оперяется медленно. Взрослые куры при этом совсем неприхотливы как по отношению к корму, так и к температуре. Птица спокойна, флегматична, склонна к ожирению. Куры хорошо сохраняют инстинкт насиживания, заботятся о цыплятах.

## Продуктивность
Живая масса кур около 3,5—4,0 кг; петухи весят до 5,0 кг. Яйценоскость 100—110 яиц в год, окраска скорлупы жёлто-бурая при средней массе яйца 55—56 г. Яйценоскость повышается в зимний период, что выгодно отличает породу от северных пород кур. По этой причине порода играла важную роль в дореволюционных Москве и Петербурге, где покупатели больше всего платили за зимние свежеснесённые яйца. Кроме этого, кохинхинки были очень спокойны и хорошо переносили содержание в тесных клетках. По окончании зимней яйцекладки в дореволюционной России кур обычно забивали или же продавали в качестве наседок, за которых в марте-апреле давали значительные суммы (до 5 рублей).